# Pfarrkirche Hofkirchen im Traunkreis

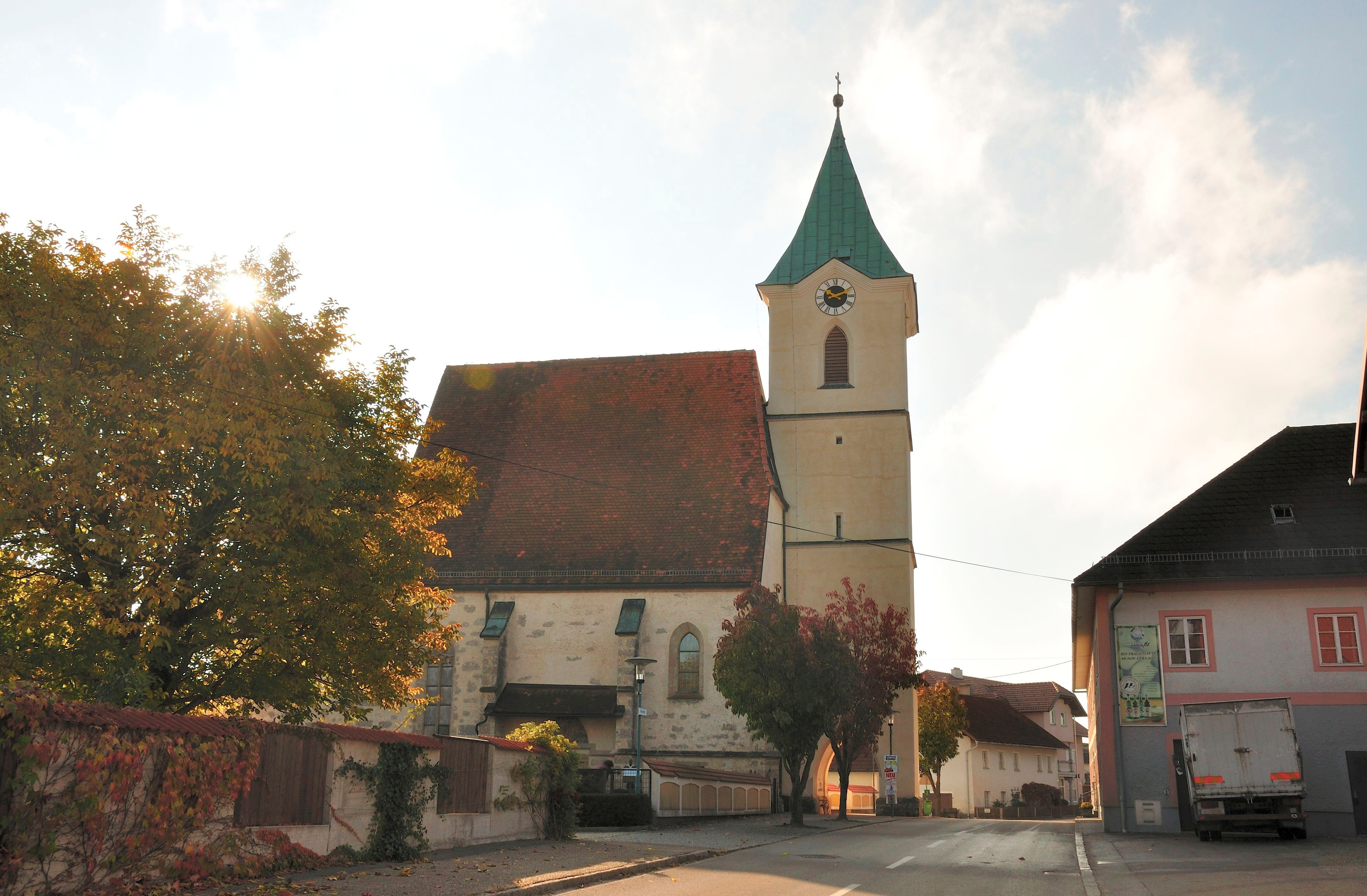
Pfarrkirche hl. Nikolaus in Hofkirchen im Traunkreis

Die Pfarrkirche Hofkirchen im Traunkreis steht im Ort Hofkirchen im Traunkreis in der Gemeinde Hofkirchen im Traunkreis in Oberösterreich. Die römisch-katholische Pfarrkirche hl. Nikolaus – dem Stift Sankt Florian inkorporiert – gehört zum Dekanat Enns-Lorch in der Diözese Linz. Die Kirche und der Friedhof stehen unter Denkmalschutz.

## Geschichte
Eine Kirche wurde um 1272 urkundlich genannt. Eine Pfarre wurde 1326 genannt. Die spätgotische Hallenkirche wurde von 1520 bis 1524 wurde bis 1521 mit dem Meister Sigmund und danach mit dem Meister Stephan von Steyr erbaut.

## Architektur
Das zweischiffige dreijochige Langhaus hat ein achtteiliges Kreuzrippengewölbe. Der eingezogene einjochige netzrippengewölbte Chor hat einen Fünfachtelschluss. Vom ursprünglichen Turm im südlichen Chorwinkel ist noch der Unterbau erhalten. Die spätgotischen bemerkenswerten Süd- und Nordportale haben Vorhallen. Der mächtige Westturm wurde von 1607 bis 1609 erbaut und erhielt 1818 ein Zeltdach.

## Ausstattung
Die Einrichtung ist neugotisch. Der Hochaltar trägt Statuen aus dem 17. Jahrhundert und eine Gnadenstuhlgruppe in der Art des Johann Rint um 1860. Das Taufbecken ist spätgotisch. Es gibt eine Glocke aus 1535.